# Kispest

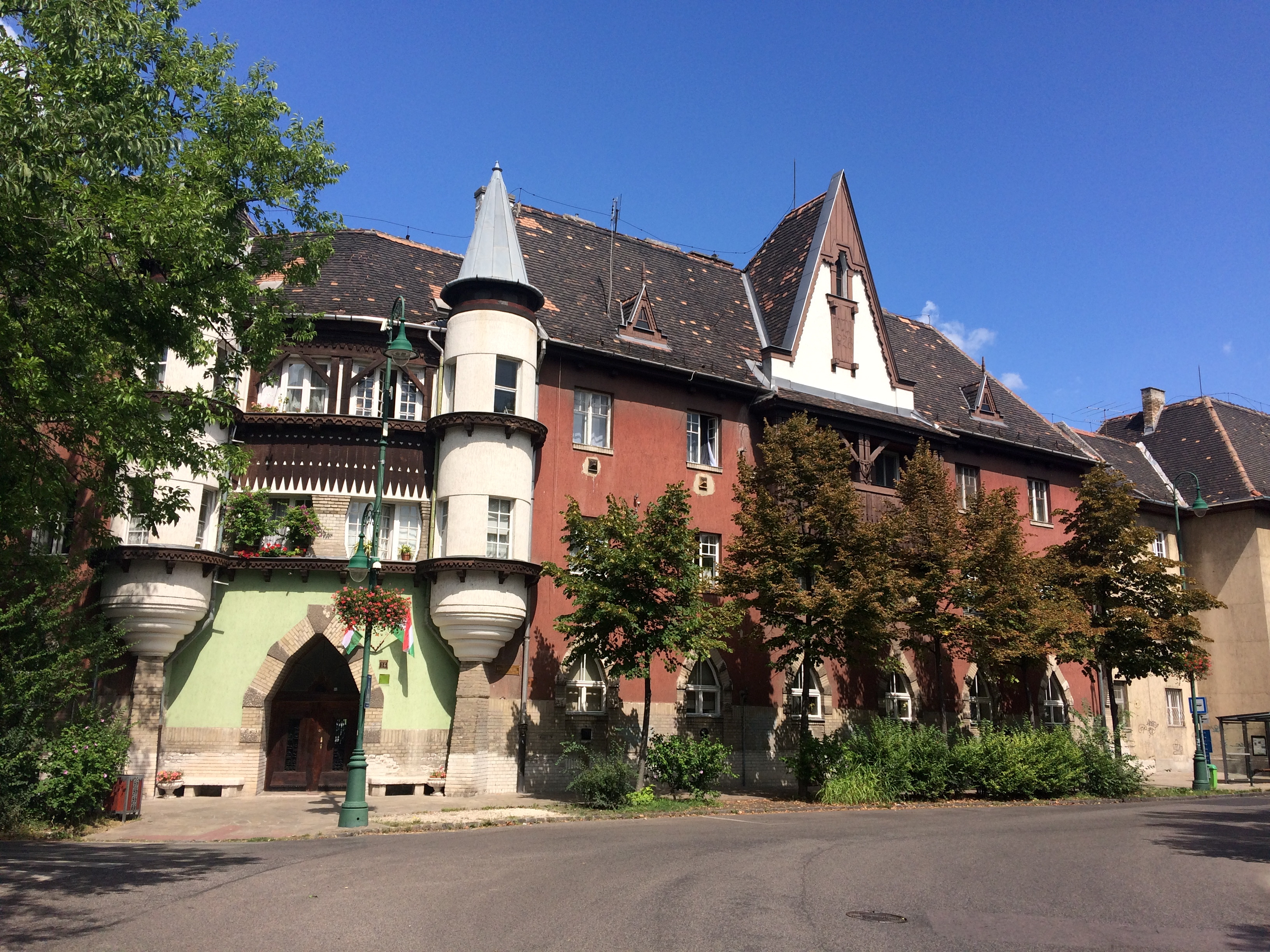
Budapeszt, dzielnica Kispest. Kós Károly tér. Historyczna zabudowa dzielnicy.

Kispest – dziewiętnasta dzielnica stolicy Węgier, Budapesztu.

## Nazwa i położenie
Dzielnica Kispest znajduje się w peszteńskiej części miasta, na południowy wschód od centrum Budapesztu. Miasto Kispest zostało założone w 1871 roku na obszarach wiejskich jako mała wioska przy granicach miasta Budapeszt, w związku z czym został nazwany Kispest (pol. „Mały Pest”).

## Historia
1 stycznia 1950 miasto Kispest zostało włączone w skład miasta Budapeszt – tzw. Wielkiego Budapesztu, jako jedna z dzielnic miasta.

## Osiedla
W skład dzielnicy Kispest wchodzą osiedla:
- Kispest
- Wekerletelep

## Komunikacja
Dzielnica jest dobrze skomunikowana z resztą miasta. Z centrum miasta dzielnicę łączy linia M3 budapeszteńskiego metra - stacje Köbánya-Kispest oraz Határ út znajdują się w granicach dzielnicy.

## Sport
W dzielnicy Kispest mieści się siedziba utytułowanego klubu piłkarskiego Budapest Honvéd SE (Kispesti AC).

## Miasta partnerskie
- Smolan, Bułgaria
- Vrbovec, Chorwacja
- Sombor, Serbia
- Krzeszowice, Polska